# Anti-cheat
Anti-cheat (antifusk) är ett program som används inom datorspelandet för att upptäcka och oskadliggöra fuskare. Anti-cheatprogram fungerar ofta på det sättet att programmet läser av datorns minne och söker om ett fuskprogram körs. Om det skulle köras ett sådant program blir spelaren i fråga avstängd från servern. I andra fall kan spelaren bli avstängd från alla spelservrar som använder sig av anti-cheatsystemet.